# Parque nacional del Monte Elgon
El parque nacional del Monte Elgon (en inglés: Mount Elgon National Park) es un parque nacional a 140 kilómetros al noreste del lago Victoria que protege la región alrededor del monte Elgon. El parque cubre un área de 1.279 km² y está dividido por la frontera entre los países africanos de Kenia y Uganda. La parte ugandesa del parque cubre 1.110 kkm² mientras que la parte keniana cubre 169 km². La parte keniana del parque fue creada en 1968, y por parte de Uganda fue establecida en 1992. 
El monte Elgon es una cuenca importante para el río Nzoia, que desemboca en el lago Victoria y el río Turkwel, que desemboca en el lago Turkana.
En 2003 la zona keniana ha sido también declarada reserva de la biosfera.